# Купала (фильм)
«Купа́ла» — белорусский художественный фильм режиссёра Владимира Янковского о судьбе народного поэта Беларуси Янки Купалы. Фильм был отснят на киностудии «Беларусьфильм» в 2018—2019 годах, ограниченная премьера для небольшого числа зрителей прошла в 2020 году в Москве. Однако, широкой премьеры фильма (на конец 2021 года) так и не состоялось — по политическим причинам он был «положен на полку».

## Сюжет
Фильм рассказывает о жизни белорусского поэта Янки Купалы, при невыясненных обстоятельствах погибшего в гостинице «Москва» 28 июня 1942 года. Через его судьбу показан подъём движения белорусского возрождения начала XX века, активным участником которого был Купала. Когда наступают времена сталинского террора, представителей национальной интеллигенции репрессируют по расстрельным статьям, а для титулованного советской властью Купалы настаёт время тяжёлого морального выбора.

## История создания
Фильм «Купала» по заказу Министерства культуры задумывался как национальный проект и финансировался из государственного бюджета. По словам режиссёра картины, приступая к работе, он хотел сделать «настоящий национальный продукт», рассказать молодёжи правду о белорусских культуре и языке, «рассказать историю народа, который постоянно пытались стереть, а он вырастал и продолжал расти», рассказать о том, что «Купала был потрясающей неординарной личностью».
Планировалось выпустить ленту как в виде отдельного фильма, так и в виде 4-серийного, для показа по телевидению.

## Съёмки

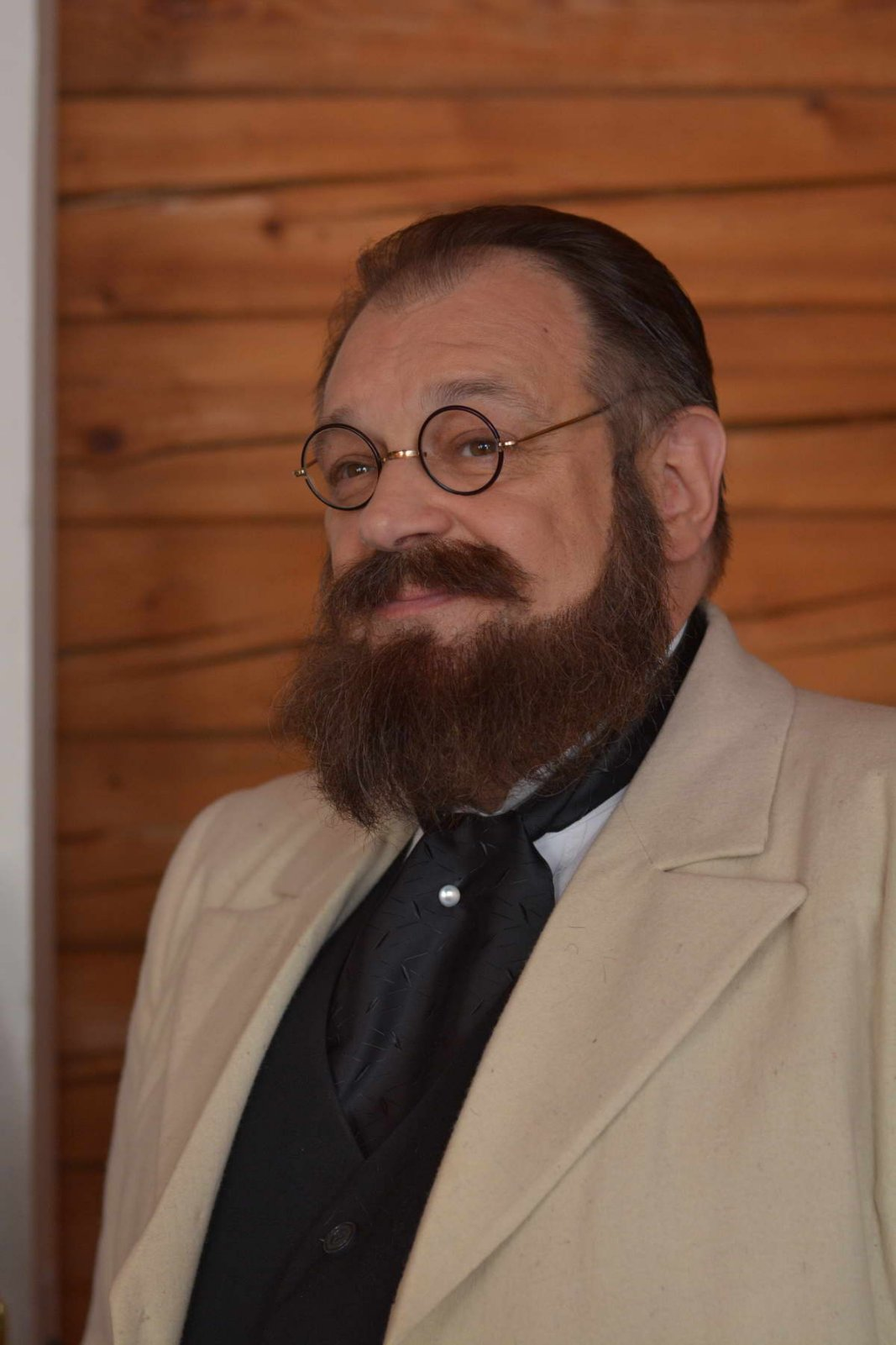
В. Янковский в роли Б. И. Эпимаха-Шипило.

Съёмки картины с рабочим названием «Пока будет небо» проходили в 2018 и 2019 годах в нескольких городах — Минске, Вильнюсе, Москве, Санкт-Петербурге а также на натурной площадке Беларусьфильма в Смолевичском районе. Сцены Павловского парка Санкт-Петербурга снимались в Центральном ботаническом саду НАН Беларуси, некоторые виленские сцены — в Троицком предместье.
Главную роль исполнил Николай Шестак, латвийский актёр с белорусскими корнями. Для придания ему сходства с настоящим Янкой Купалой использовался грим, аналогичный гриму Сергея Безрукова в фильме «Высоцкий. Спасибо, что живой». Роль Павлины Мядёлки, белорусской актрисы и писательницы, музы поэта, которой он был в течение длительного времени романтически увлечён, исполнила артистка Национального театра Янки Купалы Вероника Пляшкевич. Сам режиссёр картины сыграл в ней роль Бронислава Эпимаха-Шипило (1859—1934), работавшего в Петербурге белорусского профессора, литературоведа, фольклориста и издателя. Всего фильме было задействовано более 40 актёров (не считая массовки), что было необходимостью из-за присутствия в сценарии большого количества исторических личностей.

## Показы и проблемы с выходом фильма
Изначально премьеру фильма планировалось провести на кинофестивале «Лістапад» в Минске в ноябре 2020 года, но позже и премьера, и сам фестиваль были отменены. Первый показ фильма состоялся в Доме кино в ноябре 2020 году в рамках кинофестиваля «Московская премьера». Из-за коронавирусных ограничений фильм смогли посмотреть лишь 170 человек. Через полгода фильм должен был демонстрироваться на Евразийском кинофестивале в Великобритании. Накануне показа его посмотрело несколько членов жюри, но за 2 дня для премьеры «Беларусьфильм» отозвал ленту с фестиваля. Ни в самой студии, ни в белорусском посольстве в Великобритании никаких комментариев по поводу этого не дали.
После этого один из членов жюри Майкл Дэниэл Сагатис опубликовал в британском журнале «OCA» статью под названием «Ещё одна смерть Купалы», где прямо обвинил белорусские власти в цензуре: «снятие [фильма] с фестиваля соответствует позиции действующего белорусского режима, стремящегося остановить распространение в медиа того национального контента, который поддерживает идею независимости».
По мнению Вячеслава Шмырова, российского киноведа и организатора кинофестивалей, в фильме «Купала» чувствовалось государственное задание, но после массовых протестов 2020—2021 годов политика белорусского государства сильно поменялась, и выраженные в фильме идеи оказались для него неуместными.
Режиссёр Владимир Янковский сообщил, что фильмом интересовались как международные фестивали, так российские дистрибьюторские компании, но студия «Беларусьфильм», которая напрямую подчиняется Министерству культуры Беларуси, на все запросы отвечает отказом, а сам он ничего сделать не может, потому что не обладает авторскими правами на фильм.

## Утечка черновой версии
В сентябре 2020 года в Телеграм-канале «Беларусь головного мозга» была анонимно выложена черновая версия фильма, в которой не было ряда сцен, а сам монтаж отличался от финальной версии, отсутствовали компьютерные спецэффекты и цветокоорекция, звук и музыкальное сопровождение также были черновыми. Была также предпринята попытка залить эту версию на видеохостинги, однако, с легальных площадок её быстро удаляли по требованию правообладателя, студии «Беларусьфильм». Вскоре после слива режиссёр Владимир Янковский и исполнитель главной роли Николай Шестак записали обращение, в котором предупредили, что появившийся в интернете фильм «не отвечает финальной монтажной версии» и может «испортить впечатление». В то же время в защиту просмотра фильма в «неотшлифованном виде» высказался белорусский литератор Михась Скобла — по его мнению, строго судить людей, выложивших фильм в интернет, нельзя, ведь выход ленты невозможен, пока у власти находится Лукашенко, но в то же время такой фильм «нужен здесь и сейчас».

## Оценки
После ограниченного показа в Москве от критиков поступило множество положительных отзывов.
Российский киновед Вячеслав Шмыров назвал фильм «лучшей работой режиссёра Янковского, за которой стоит огромный труд» и высоко оценил работу людей, принимавших участие в создании фильма. По его мнению, «в другой ситуации для Беларуси картина стала бы актом национального самосознания». На фестивале «Московская премьера» фильм получил приз «Событие кинематографического года».
Белорусский сценарист Андрей Курейчик, снявшийся в фильме в одной из эпизодических ролей, назвал его «первой картиной, на которую не жалко денег налогоплательщиков». По его мнению, Беларусьфильм снял кино о том, что белорусы это «нация, достойная своего национально ориентированного государства, а наша мова [белорусский язык] — это круто».
Британский фильммейкер Дэниэл Сагатис выразил уверенность, что «Купала» «мог стать победителем [Евразийского] фестиваля», если бы не был отозван.
Литератор Михась Скобла высоко отозвался о фильме и его режиссёре, похвалил игру актёров и работу оператора, правдивость сюжета, а также отметил актуальность фильма для событий 2020 года и множество исторических параллелей, просматривающихся с ними.
По мнению белорусского политика, общественного деятеля и искусствоведа Зенона Позняка, «Купала» это «единственное произведение, сделанное на киностудии „Беларусьфильм“, где отображается правдивый белорусский дух, культура, образы и отношения между людьми. <…> Самыми красивыми в фильме являются созданные актёрами образы людей, белорусской интеллигенции периода национального возрождения, борьбы за независимость, за вольное Отечество и светлую Беларусь».
На сайте Internet Movie Database средняя оценка фильма составляет 8,3 из 10, на Кинопоиске — 8,3 из 10.

## В ролях
| Актёр               | Роль                                       |
| ------------------- | ------------------------------------------ |
| Николай Шестак      | Янка Купала                                |
| Вероника Пляшкевич  | Павлина Мядёлка                            |
| Анна Полупанова     | мать Купалы Бенигна Луцевич                |
| Александр Абрамович | отец Купалы Доминик Луцевич                |
| Елена Побегаева     | жена Купалы Владислава Луцевич (Станкевич) |
| Владимир Янковский  | Бронислав Эпимах-Шипило                    |
| Александр Ефремов   | Владимир Самойло                           |
| Александр Ильин     | Алесь Кушнер                               |
| Максим Кречетов     | Тишка Гартный                              |
| Владимир Глотов     | Змитрок Бядуля                             |
| Сергей Чекерес      | Ядвигин Ш.                                 |
| Дмитрий Есеневич    | Франтишек Умястовский                      |
| Сергей Жбанков      | Алесь Бурбис                               |
| Георгий Лойко       | Якуб Колас                                 |
| Александр Тимошкин  | Всеволод Игнатовский                       |
| Андрей Душечкин     | Владимир Пичета                            |
| Игорь Денисов       | Зыгмунт Чехович                            |
| Илья Ясинский       | Вацлав Ластовский                          |
| Сергей Ходьков      | Сергей Полуян                              |
| Денис Авхаренко     | Стасис Шимкус                              |
| Руслан Чернецкий    | Антон Луцкевич                             |
| Денис Паршин        | Иван Луцкевич                              |
| Сергей Юревич       | Степан Некрашевич                          |
| Максим Дубовский    | Аркадий Смолич                             |
| Владимир Мищанчук   | Ян Оффенберг                               |

| Актёр               | Роль                            |
| ------------------- | ------------------------------- |
| Владимир Цеслер     | Язеп Дроздович                  |
| Вера Полякова       | Мария Магдалена Радзивилл       |
| Татьяна Ружавская   | Алоиза Пашкевич                 |
| Олег Гарбуз         | старший лейтенант ОГПУ Шаркевич |
| Олег Коц            | лейтенант ОГПУ Голубев          |
| Анатолий Голуб      | Владимир Затонский              |
| Сергей Власов       | крестьянин Аким                 |
| Александр Тарасов   | Мартин                          |
| Андрей Курейчик     | мужчина Мядёлки                 |
| Александра Борисова | жена Ядвигина Ш. Люция Левицкая |
| Тамара Миронова     | Лукинична                       |
| Фёдор Ларионов      | пан Штраль                      |
| Оксана Лесная       | жена Чеховича                   |
| Андрей Перепечко    | меценат Евсей Слоним            |
| Павел Адамчиков     | Дембицкий                       |
| Ольга Янковская     | Дама с собачкой                 |
| Олег Вебер          | черносотенец                    |
| Вячеслав Павлють    | ксёндз                          |
| Никита Рулев        | учитель                         |
| Тимур Недведь       | Янка Купала в 13 лет            |
| Ефим Цуба           | Янка Купала в 8 лет             |
| Иван Янковский      | Ваня                            |
| Глеб Курейчик       | Гришка                          |
| Лоран Луцков        | Янка Купала в 4 года            |